# Бабилово
Бабилово — деревня в Зубцовском районе Тверской области. Входит в состав Зубцовского сельского поселения.

## География
Находится в южной части Тверской области на левом берегу Вазузы к югу от железнодорожного моста через нее у западной окраины районного центра города Зубцов.

## История
Деревня была отмечена еще на карте Менде (состояние местности на 1848 год). В 1859 году здесь (деревня Зубцовского уезда Тверской губернии) было учтено 14 дворов, в 1941 — 24.

## Население
Численность населения: 94 человека (1859 год), 0 в 2002 году, 1 в 2010.